# Timeline (programma televisivo)
Timeline è stato un programma televisivo italiano di genere talk show e rotocalco, spin-off di Agorà, in onda su Rai 3 dal 26 settembre 2018 al 1º giugno 2025, con la conduzione di Marco Carrara.

## Descrizione
Il programma era dedicato ad approfondimenti ai social media. In ogni puntata veniva ripercorsa la linea del tempo della settimana per capire tutto ciò che animava il web: i temi dibattuti, le storie virali, i video di tendenza, commentati in compagnia dei personaggi social più amati e di esperti del settore.

## Edizioni
| Edizione | Titoli         | Conduzione    | Periodo           | Periodo        | Puntate |
| Edizione | Titoli         | Conduzione    | Inizio            | Fine           | Puntate |
| -------- | -------------- | ------------- | ----------------- | -------------- | ------- |
| 1        | Timeline Focus | Marco Carrara | 26 settembre 2018 | 27 giugno 2019 | 39      |
| 2        | Timeline Focus | Marco Carrara | 12 settembre 2019 | 12 giugno 2020 | 43      |
| 3        | Timeline Focus | Marco Carrara | 10 settembre 2020 | 25 giugno 2021 | 40      |
| 4        | Timeline Focus | Marco Carrara | 11 settembre 2021 | 4 giugno 2022  | 38      |
| 5        | Timeline       | Marco Carrara | 18 settembre 2022 | 11 giugno 2023 | 38      |
| 6        | Timeline       | Marco Carrara | 17 settembre 2023 | 16 giugno 2024 | 40      |
| 7        | Timeline       | Marco Carrara | 8 settembre 2024  | 1º giugno 2025 | 38 + 2  |

## Versione web
La versione web, chiamata PreAgorà e poi Timeline, andava in onda prima di Agorà su YouTube e RaiPlay dal lunedì al venerdì.

### Edizioni
| Edizione | Conduzione    | Periodo           | Periodo        | Puntate |
| Edizione | Conduzione    | Inizio            | Fine           | Puntate |
| -------- | ------------- | ----------------- | -------------- | ------- |
| 1        | Marco Carrara | 11 settembre 2017 | 22 giugno 2018 | 186     |
| 2        | Marco Carrara | 10 settembre 2018 | 28 giugno 2019 | 194     |
| 3        | Marco Carrara | 9 settembre 2019  | 11 giugno 2020 | 130     |